# Domašín (okres Chomutov)
Domašín (německy Tomitschan) je obec v okrese Chomutov v Ústeckém kraji. Leží v Krušných horách asi 4 km severně od Klášterce nad Ohří v nadmořské výšce okolo 560 m. Tvoří ji čtyři místní části: Domašín, Louchov, Nová Víska a Petlery, přičemž obecní úřad sídlí v Louchově. V obci žije 188 obyvatel.
Samotný Domašín leží na katastrálních územích Domašín u Klášterce nad Ohří s rozlohou 3,3 km² a Podmilesy o výměře 2,72 km² a v roce 2011 v něm žilo 36 obyvatel.

## Název
Pojmenování vesnice vzniklo odvozením ze staročeského osobního jména Domašě ve významu Domašův dvůr. V průběhu dějin je vesnice uváděna například ve tvarech a spojeních Thamaszina puol (1431), Thomaszin (1446), puol vsi Domoczyna (1481), w Tomaczsinie (1543), Tomatssin (1543), Tometschen (1566), Domaczino (1597), Tamitssen a Tamiczow (1654), Thamitschan (1718) nebo Tomitschan (1846).

## Historie
První písemná zmínka o vesnici pochází z roku 1431 a vztahuje se k dělení majetku mezi bratry Aleše a Viléma ze Šumburka. V roce 1449 koupil polovinu vesnice Vilém z Illburka a od roku 1453 patřila bratrům Andreasovi a Nikolasovi z Fictumu. Později se Domašín stal součástí majetku královské komory a v roce 1552 ho Bohuslav Felix Hasištejnský z Lobkovic připojil ke svému vernéřovskému panství. Jeho syn Bohuslav Jáchym Hasištejnský z Lobkovic vyměnil statky na Chomutovsku se svým příbuzným Jiřím Popelem z Lobkovic, který byl v roce 1594 odsouzen za zradu a urážku císařského majestátu ke ztrátě majetku. Vesnici od královské komory koupil Eliáš Schmidträbner z Lustenegu a znovu ji připojil k Vernéřovu. Dalšími majiteli byli Arnošt Markvart z Hrádku a od roku 1740 hrabě Antonín Chotek z Chotkova a Vojnína. Později se vystřídalo několik jiných majitelů. Naposledy statek koupil v roce 1857 František Karel Z Weidenheimu, jehož potomkům patřil až do roku 1945.
Domašín byl především zemědělskou vesnicí. I přes relativně velkou nadmořskou výšku, se z roku 1623 dochovala zmínka o vinohradu. Vlastníky panství zastupoval rychtář jmenovitě zmiňovaný v roce 1651, kdy zde žilo 54 obyvatel. Po třicetileté válce ve vesnici podle berní ruly z roku 1654 žili čtyři sedláci, osm chalupníků a jeden nemajetný člověk závislý na obci. Pěstovalo se žito, které se prodávalo v Přísečnici.
V polovině 19. století se v okolí vesnice pokusně hloubily železnorudné doly. Ze starších zpráv je znám důl Anna, ve kterém se v letech 1830, 1839 a 1840 vytěžilo 112 tun krevele. Kromě něj se v dolech vyskytoval a vybíral ametyst. Jižně od vesnice se v prostoru Holubího vrchu a Ciboušova těžily jaspisy, které byly použity k výzdobě kaple svatého Václava v katedrále svatého Víta v Praze.
Od roku 1950 ve vsi existovalo jednotné zemědělské družstvo, ale po roce 1957 bylo zrušeno a jeho majetek převeden na státní statek Vernéřov. Od 70. let 20. století zde hospodařil Státní statek, oborový podnik Chomutov, se zaměřením na chov mladého skotu.

## Obyvatelstvo
Při sčítání lidu v roce 1921 zde žilo 225 obyvatel (z toho 115 mužů) německé národnosti a římskokatolického vyznání. Podle sčítání lidu z roku 1930 měla vesnice 189 obyvatel se stejnou národnostní a náboženskou strukturou.
|                                                                                   | 1869 | 1880 | 1890 | 1900 | 1910 | 1921 | 1930 | 1950 | 1961 | 1970 | 1980 | 1991 | 2001 | 2011 | 2021 |
| --------------------------------------------------------------------------------- | ---- | ---- | ---- | ---- | ---- | ---- | ---- | ---- | ---- | ---- | ---- | ---- | ---- | ---- | ---- |
| Obyvatelé                                                                         | 242  | 254  | 254  | 258  | 262  | 225  | 189  | 54   | 45   | 55   | 27   | 13   | 17   | 36   | 18   |
| Domy                                                                              | 44   | 48   | 49   | 49   | 49   | 49   | 48   | 49   | 51   | 10   | 9    | 12   | 15   | 14   | 16   |
| Tabulka v roce 1961 zahrnuje domy z místních částí Louchov, Nová Víska a Petlery. |      |      |      |      |      |      |      |      |      |      |      |      |      |      |      |

## Obecní správa
V roce 1869 Domašín byl osadou obce Louchov v okrese Kadaň. Od roku 1880 je samostatnou obcí v okrese Kadaň (1880–1950) a později v okrese Chomutov.

### Části obce
- Domašín
- Louchov
- Nová Víska
- Petlery

### Obecní symboly
Znak a vlajka byly obci uděleny rozhodnutím předsedkyně Poslanecké sněmovny Parlamentu České republiky dne 2. července 2024.

## Pamětihodnosti
- Domašínská kaple byla postavena v roce 1748. Později prošla opravou a v letech 1907 a 1908 byla přestavěna.[10] Poslední oprava proběhla v roce 2000.[13] Kaple není památkově chráněná.
- Jeden kilometr východně od vesnice se v údolí Podmileského potoka nachází přírodní památka Podmilesy.

## Osobnosti
Z Domašína pocházel Josef Václav Nitsch, puškařský mistr ve vernéřovské puškařské manufaktuře.